# Bistum Ciudad Victoria
Das Bistum Ciudad Victoria (lat.: Dioecesis Civitatis Victoriensis, span.: Diócesis de Ciudad Victoria) ist eine in Mexiko gelegene römisch-katholische Diözese mit Sitz in Ciudad Victoria.

## Geschichte
Das Bistum Ciudad Victoria wurde am 21. Dezember 1964 durch Papst Paul VI. aus Gebietsabtretungen der Bistümer Matamoros und Tampico errichtet und dem Erzbistum Monterrey als Suffraganbistum unterstellt.

## Bischöfe von Ciudad Victoria
- José de Jesús Tirado Pedraza, 1965–1973, dann Weihbischof in Monterrey
- Alfonso de Jesús Hinojosa Berrones, 1974–1985, dann Weihbischof in Monterrey
- Raymundo López Mateos OFM, 1985–1994
- Antonio González Sánchez, 1995–2021
- Oscar Efraín Tamez Villareal, seit 2021